# Тальменка (нижний приток Томи)

Тальменка (устар. Тайменка) — река в России, протекает в Кемеровской области. Устье реки находится в 175 км по правому берегу реки Томь. Длина реки составляет 15 км.
Притоки — Березовка, Заборная.

## Данные водного реестра
По данным государственного водного реестра России относится к Верхнеобскому бассейновому округу, водохозяйственный участок реки — Томь от города Кемерово и до устья, речной подбассейн реки — Томь. Речной бассейн реки — (Верхняя) Обь до впадения Иртыша.